# Запис липа у Трсинама (Заблаће)
Запис липа у Трсинама (Заблаће) се налази на парцели чији је власник Општина Чачак.

## Локација
| Општина             | Чачак                                                                       |
| Катастарска општина | Заблаће                                                                     |
| Потес               | Трсине                                                                      |
| Координате          | 43° 50′ 50″ С; 20° 27′ 48″ И / 43.847299999999997° С; 20.463200000000001° И |
| Надморска висина    | 222m                                                                        |

## Карактеристике
Дендрометријске вредности утврђене на терену и сателитским снимцима:
| Стабло                     | Липа |
| Висина стабла              | m    |
| Обим дебла                 | m    |
| Пречник крошње             | 6m   |
| Пречник дебла              | m    |
| Висина дебла до прве гране | m    |

## База записа
Запис је у оквиру Викимедија пројекта "Запис - Свето дрво" заведен под редним бројем 0931.